# Макупин (окръг, Илинойс)
Окръг Макупин (на английски: Macoupin County) е окръг в щата Илинойс, Съединени американски щати. Площта му е 2248 km², а населението - 49 019 души (2000). Административен център е град Карлинвил.